# كين نيلسون
كين نيلسون (بالإنجليزية: Ken Nelson)‏ هو ملحن ومنتج أسطوانات أمريكي، ولد في 19 يناير 1911 في كاليدونيا في الولايات المتحدة، وتوفي في 6 يناير 2008 في Somis, California ‏ في الولايات المتحدة.

## وصلات خارجية
- كين نيلسون على موقع ميوزك برينز (الإنجليزية)
- كين نيلسون على موقع أول ميوزيك (الإنجليزية)
- كين نيلسون على موقع ديسكوغز (الإنجليزية)